# Orthiopteris firma
Orthiopteris firma är en ormbunkeart som först beskrevs av Oskar Kuhn och som fick sitt nu gällande namn av Garth Brownlie.
Orthiopteris firma ingår i släktet Orthiopteris och familjen Saccolomataceae. Inga underarter finns listade i Catalogue of Life.